# Kostel Panny Marie Loretánské (Bratislava)
Kostel Panny Marie Loretánské  (lidově Uršulínský kostel) je renesanční sakrální stavba řehole voršilek v historické zóně Bratislavy, v okrese Bratislava I. Je zapsán do seznamu národních kulturních památek.

## Historie výstavby
V listopadu 1535 v italské Brescii vznikla na popud Angely Merici řehole sester voršilek. Jako hlavní poslání si zvolily výchovu mladých dívek a žen. Brzy se řád rozšířil do více oblastí Evropy. Ve druhé polovině 17. století se řeholní sestry usadily v Prešpurku (v prvním městě v tehdejším Uhersku) a hned nato začaly vyvíjet svou činnost. V roce 1676 jim bylo na základě listiny ostřihomského arcibiskupa Juraje Pohronce-Slepčianského povoleno rozšíření činnosti v celé zemi.
Dnešní kostel řehole voršilek si v letech 1659 - 1663 původně postavili bratislavští protestanti. Jednolodní stavba v renesančním slohu vyrostla na samém kraji tehdejšího města, těsně u jeho severních hradeb (kromě něj už v Bratislavě měli evangelíci kostel stojící proti městské radnici).
Prešpurští protestanti však kostel užívali pouze krátce (do roku 1670), protože po odhalení Vešeléniho spiknutí jim byl odňat a v roce 1672 ho přidělili řádu voršilek. Ty ho zasvětily Panně Marii Loretánské.

## Popis
Dnešní stavba až na malé výjimky je vzhledově totožná s původní stavbou. Hlavní fasáda je orientována do ulice. Zakončena je dřevěnou hranolovou věžičkou se zvonicí, původně pokrytou šindelovou střechou. V roce 1683 střecha shořela a nová střecha, už v barokním stylu s cibulovitým tvarem, byla pokryta měděným plechem.
Kostel je zařízený jednoduše. Dominuje mu pozdně polychromovaný hlavní oltář z poslední čtvrtiny 18. století se sloupovou architekturou. Ve středu retabula je nika se sochou černé Panny Marie. Sochu Loretánské Panny Marie daroval voršilkám v roce 1684 pozdější arcibiskup Leopold Kolonič. Oltář je doplněn sochami patronů řehole - svaté Barbory , svaté Uršuly, svaté Kateřiny Alexandrijské a svaté Agnes.
Boční oltáře svaté Anny a svatého Augustina mají sloupovou dřevěnou architekturu se štítovým nástavcem; dřevo je polychromované a zlacené. Architektury oltářů vznikly v poslední čtvrtině 18. století. V retabulu oltáře svaté Anny je ústřední obraz světice s malou Marií; v nástavci je menší obraz svaté Barbory. Po stranách jsou sochy svatého Josefa a svatého Jana Křtitele. V retabulu oltáře svatého Augustina je ústřední obraz světce se svatou Monikou. V nástavci je obraz svaté Agnes, po stranách jsou umístěny sochy svatého Zachariáše a svatého Jana Evangelisty. Autorem obrazů je Martin Speer, pravděpodobně v roce 1739, sochy jsou dílem Petra Brandenthala.
Kazatelnu z druhé čtvrtiny 18. století tvoří zavěšené baňaté řečniště se sochami Mojžíše a starozákonního velekněze Áróna a baldachýn se sochou svatého archanděla Michaela.
U příležitosti 10. výročí navštívení Bratislavy Janem Pavlem II. byl v roce 2006 odkryt a vysvěcen bronzový reliéf dnes již zesnulého papeže. Reliéf pochází z dílny slovenského sochaře Jána Borka.
Na stavbu kostela navazuje budova kláštera.